# Burtscheider Bürgerverein
Der Burtscheider Bürgerverein ist ein eingetragener gemeinnütziger Verein, ansässig in Aachen. Er wurde während des Kulturkampfes als Katholischer Burtscheider Bürgerverein am 20. Oktober 1876 in Burtscheid gegründet. Gründungsmitglieder waren neben der Pfarre St. Johann bekannte Aachener/Burtscheider Persönlichkeiten wie Kaplan Werner Baehren,  und die Burtscheider Ratsherren Bernhard Klausener und Joseph Hansen.

## Ziele, Zweck und Mittel
Tätigkeitsbereiche des Burtscheider Bürgervereins waren politische, soziale und kirchliche Tätigkeiten in der zur damaligen Zeit noch existierenden Stadt Burtscheid (gehört seit 1897 zu Aachen).
Jeder, der mindestens 25 Jahre alt und katholisch war, und einer der folgenden Berufsgruppen angehörte, konnte Mitglied werden: Mittlere Beamtenschaft, selbständige Handwerkermeister, Angehöriger eines freien Berufes oder des gewerblichen Mittelstandes.
Ursprünglich war der Burtscheider Bürgerverein eine Bürgerinitiative gegen die Kulturkampfgesetze von Bismarck. Gemeinsam wollte man gegen die durch diese Gesetze resultierende Unterbeschäftigung kämpfen. So brachte die Bürgerinitiative einen erfolgreichen Vorläufer des Arbeitsamtes (heute Bundesagentur für Arbeit) hervor, der vielen bei der Suche nach einer Arbeits- oder Lehrstelle unterstützte. Aber auch sonstige soziale Fragen wurden mit Hilfe von Sozialexperten geklärt.
Auch wurde durch den Bürgerverein eine Volksküche ins Leben gerufen, die Arme und Bedürftige verkostete.
Durch die vielen karitativen Unterorganisationen und Tätigkeiten wurde der BBV schnell bei vielen Burtscheidern als „De Heere va Botsched“ (Öcher Platt für: Die Herren von Burtscheid) immer beliebter.
Durch den Zweiten Weltkrieg wurde der Verein stark in Organisation, Ausübung und Struktur beeinträchtigt und kam nur sehr langsam nach Kriegsende wieder in Gang. Ab diesem Zeitpunkt (1960) beschloss man auch, die bisherigen Ziele des sozialen Engagements auf die Erhaltung kultureller, geselliger und unterhaltender Basis umzustellen. Es wurden Touren, Besichtigungen und Vorträge durchgeführt.
Bis 1969 war der Burtscheider Bürgerverein ein reiner Männerverein. Den Frauen war die Mitgliedschaft bis dato verwehrt. Ab 1969 erfolgte eine radikale Umstellung: Frauen durften aufgenommen werden, genauso wurde das „katholisch“ aus dem Vereinsnamen gestrichen und Menschen aller Konfessionen durften dem Verein beitreten.

## Organisation, Strukturen und Verwaltung
Der Verein ist ein geselliger Verein mit einem Vorsitzenden. Des Weiteren gibt es vereinsintern viele Verwaltungsposten wie den Kassenwart usw.
Seit 1876 gab es elf verschiedene Vorsitzende:
- 1876–1881 Bernhard Klausener
- 1881–1887 Friedrich Stein
- 1887–1921 Alfons Klausener
- 1921–1930 Hans Rühland
- 1930–1950 Franz Birken
- 1950–1971 Josef Bültmann
- 1971–1988 Emil Claessen
- 1988–2008 Bruno Käfer († 2008)
- 2008–2014 Hermann Schorn
- 2014–2021 Frank Rehberg  († 2024)
- ab 2021   Lutz Alexius